# Trigonophora rubidior
Trigonophora rubidior là một loài bướm đêm trong họ Noctuidae.